# Franconibacter
Genre
Franconibacter est un genre de bacilles Gram négatifs (BGN) de la famille des Enterobacteriaceae. Son nom fait référence au microbiologiste Augusto Franco-Mora.

## Taxonomie
Ce genre a été créé en 2014 par reclassement de deux espèces auparavant rattachées au genre Enterobacter, déjà comptées dans la famille des Enterobacteriaceae.
Jusqu'en 2016 il était rattaché par des critères phénotypiques à la famille des Enterobacteriaceae. Malgré la refonte de l'ordre des Enterobacterales par Adeolu et al. en 2016 à l'aide des techniques de phylogénétique moléculaire, Franconibacter reste dans la famille des Enterobacteriaceae dont le périmètre redéfini compte néanmoins beaucoup moins de genres qu'auparavant.

## Liste d'espèces
Selon la LPSN (1er novembre 2022) :
- Franconibacter daqui Gao et al. 2017
- Franconibacter helveticus (Stephan et al. 2007) Stephan et al. 2014 – espèce type
- Franconibacter pulveris (Stephan et al. 2008) Stephan et al. 2014